# Список керівників держав за роками
Нижче наведені списки правителів і глав держав, прив'язані до кожного згаданого у статті року або періоду.

## Наша ера

### XXI століття
2020 — 2019 — 2018 — 2017 — 2016 — 2015 — 2014 — 2013 — 2012 — 2011
2010 — 2009 — 2008 — 2007 — 2006 — 2005 — 2004 — 2003 — 2002 — 2001

### XX століття
2000 — 1999 — 1998 — 1997 — 1996 — 1995 — 1994 — 1993 — 1992 — 1991
1990 — 1989 — 1988 — 1987 — 1986 — 1985 — 1984 — 1983 — 1982 — 1981
1980 — 1979 — 1978 — 1977 — 1976 — 1975 — 1974 — 1973 — 1972 — 1971
1970 — 1969 — 1968 — 1967 — 1966 — 1965 — 1964 — 1963 — 1962 — 1961
1960 — 1959 — 1958 — 1957 — 1956 — 1955 — 1954 — 1953 — 1952 — 1951
1950 — 1949 — 1948 — 1947 — 1946 — 1945 — 1944 — 1943 — 1942 — 1941
1940 — 1939 — 1938 — 1937 — 1936 — 1935 — 1934 — 1933 — 1932 — 1931
1930 — 1929 — 1928 — 1927 — 1926 — 1925 — 1924 — 1923 — 1922 — 1921
1920 — 1919 — 1918 — 1917 — 1916 — 1915 — 1914 — 1913 — 1912 — 1911
1910 — 1909 — 1908 — 1907 — 1906 — 1905 — 1904 — 1903 — 1902 — 1901

### XIX століття
1900 — 1899 — 1898 — 1897 — 1896 — 1895 — 1894 — 1893 — 1892 — 1891
1890 — 1889 — 1888 — 1887 — 1886 — 1885 — 1884 — 1883 — 1882 — 1881
1880 — 1879 — 1878 — 1877 — 1876 — 1875 — 1874 — 1873 — 1872 — 1871
1870—1869 — 1868—1867 — 1866—1865 — 1864—1863 — 1862—1861
1860—1859 — 1858—1857 — 1856—1855 — 1854—1853 — 1852—1851
1850—1849 — 1848—1847 — 1846—1845 — 1844—1843 — 1842—1841
1840—1839 — 1838—1837 — 1836—1835 — 1834—1833 — 1832—1831
1830—1829 — 1828—1827 — 1826—1825 — 1824—1823 — 1822—1821
1820—1819 — 1818—1817 — 1816—1815 — 1814—1813 — 1812—1811
1810 — 1809 — 1808 — 1807 — 1806 — 1805 — 1804 — 1803 — 1802 — 1801

### XVIII століття
1800 — 1799 — 1798 — 1797 — 1796 — 1795 — 1794 — 1793 — 1792 — 1791
1790 — 1789 — 1788 — 1787 — 1786 — 1785 — 1784 — 1783 — 1782 — 1781
1780 — 1779 — 1778 — 1777 — 1776 — 1775 — 1774 — 1773 — 1772 — 1771
1770—1769 — 1768—1767 — 1766—1765 — 1764—1763 — 1762—1761
1760—1759 — 1758—1757 — 1756—1755 — 1754—1753 — 1752—1751
1750—1749 — 1748—1747 — 1746—1745 — 1744—1743 — 1742—1741
1740—1739 — 1738—1737 — 1736—1735 — 1734—1733 — 1732—1731
1730—1729 — 1728—1727 — 1726—1725 — 1724—1723 — 1722—1721
1720—1719 — 1718—1717 — 1716—1715 — 1714—1713 — 1712—1711
1710—1709 — 1708—1707 — 1706—1705 — 1704—1703 — 1702—1701

### XVII століття
1700—1699 — 1698—1697 — 1696—1695 — 1694—1693 — 1692—1691
1690—1689 — 1688—1687 — 1686—1685 — 1684—1683 — 1682—1681
1680—1679 — 1678—1677 — 1676—1675 — 1674—1673 — 1672—1671
1670—1669 — 1668—1667 — 1666—1665 — 1664—1663 — 1662—1661
1660—1659 — 1658—1657 — 1656—1655 — 1654—1653 — 1652—1651
1650—1649 — 1648—1647 — 1646—1645 — 1644—1643 — 1642—1641
1640—1639 — 1638—1637 — 1636—1635 — 1634—1633 — 1632—1631
1630—1629 — 1628—1627 — 1626—1625 — 1624—1623 — 1622—1621
1620—1619 — 1618—1617 — 1616—1615 — 1614—1613 — 1612—1611
1610—1609 — 1608—1607 — 1606—1605 — 1604—1603 — 1602—1601

### XVI століття
1600—1599 — 1598—1597 — 1596—1595 — 1594—1593 — 1592—1591
1590—1589 — 1588—1587 — 1586—1585 — 1584—1583 — 1582—1581
1580—1579 — 1578—1577 — 1576—1575 — 1574—1573 — 1572—1571
1570—1569 — 1568—1567 — 1566—1565 — 1564—1563 — 1562—1561
1560—1559 — 1558—1557 — 1556—1555 — 1554—1553 — 1552—1551
1550—1549 — 1548—1547 — 1546—1545 — 1544—1543 — 1542—1541
1540—1539 — 1538—1537 — 1536—1535 — 1534—1533 — 1532—1531
1530—1529 — 1528—1527 — 1526—1525 — 1524—1523 — 1522—1521
1520—1519 — 1518—1517 — 1516—1515 — 1514—1513 — 1512—1511
1510—1509 — 1508—1507 — 1506—1505 — 1504—1503 — 1502—1501

### XV століття
1500—1499 — 1498—1497 — 1496—1495 — 1494—1493 — 1492—1491
1490—1489 — 1488—1487 — 1486—1485 — 1484—1483 — 1482—1481
1480—1479 — 1478—1477 — 1476—1475 — 1474—1473 — 1472—1471
1470—1469 — 1468—1467 — 1466—1465 — 1464—1463 — 1462—1461
1460—1459 — 1458—1457 — 1456—1455 — 1454—1453 — 1452—1451
1450—1449 — 1448—1447 — 1446—1445 — 1444—1443 — 1442—1441
1440—1439 — 1438—1437 — 1436—1435 — 1434—1433 — 1432—1431
1430—1429 — 1428—1427 — 1426—1425 — 1424—1423 — 1422—1421
1420—1419 — 1418—1417 — 1416—1415 — 1414—1413 — 1412—1411
1410—1409 — 1408—1407 — 1406—1405 — 1404—1403 — 1402—1401

### XIV століття
1400—1399 — 1398—1397 — 1396—1395 — 1394—1393 — 1392—1391
1390—1389 — 1388—1387 — 1386—1385 — 1384—1383 — 1382—1381
1380—1379 — 1378—1377 — 1376—1375 — 1374—1373 — 1372—1371
1370—1369 — 1368—1367 — 1366—1365 — 1364—1363 — 1362—1361
1360—1359 — 1358—1357 — 1356—1355 — 1354—1353 — 1352—1351
1350—1349 — 1348—1347 — 1346—1345 — 1344—1343 — 1342—1341
1340—1339 — 1338—1337 — 1336—1335 — 1334—1333 — 1332—1331
1330—1329 — 1328—1327 — 1326—1325 — 1324—1323 — 1322—1321
1320—1319 — 1318—1317 — 1316—1315 — 1314—1313 — 1312—1311
1310—1309 — 1308—1307 — 1306—1305 — 1304—1303 — 1302—1301

### XIII століття
1300 — 1299 — 1298 — 1297 — 1296 — 1295 — 1294 — 1293 — 1292 — 1291
1290 — 1289 — 1288 — 1287 — 1286 — 1285 — 1284 — 1283 — 1282 — 1281
1280—1279 — 1278—1277 — 1276—1275 — 1274—1273 — 1272—1271
1270—1269 — 1268—1267 — 1266—1265 — 1264—1263 — 1262—1261
1260—1259 — 1258—1257 — 1256—1255 — 1254—1253 — 1252—1251
1250—1249 — 1248—1247 — 1246—1245 — 1244—1243 — 1242—1241
1240—1239 — 1238—1237 — 1236—1235 — 1234—1233 — 1232—1231
1230—1229 — 1228—1227 — 1226—1225 — 1224—1223 — 1222—1221
1220—1219 — 1218—1217 — 1216—1215 — 1214—1213 — 1212—1211
1210—1209 — 1208—1207 — 1206—1205 — 1204—1203 — 1202—1201

### XII століття
1200 — 1199 — 1198 — 1197 — 1196 — 1195 — 1194 — 1193 — 1192 — 1191
1190 — 1189 — 1188 — 1187 — 1186 — 1185 — 1184 — 1183 — 1182 — 1181
1180 — 1179 — 1178 — 1177 — 1176 — 1175 — 1174 — 1173 — 1172 — 1171
1170 — 1169 — 1168 — 1167 — 1166 — 1165 — 1164 — 1163 — 1162 — 1161
1160 — 1159 — 1158 — 1157 — 1156 — 1155 — 1154 — 1153 — 1152 — 1151
1150 — 1149 — 1148 — 1147 — 1146 — 1145 — 1144 — 1143 — 1142 — 1141
1140 — 1139 — 1138 — 1137 — 1136 — 1135 — 1134 — 1133 — 1132 — 1131
1130 — 1129 — 1128 — 1127 — 1126 — 1125 — 1124 — 1123 — 1122 — 1121
1120 — 1119 — 1118 — 1117 — 1116 — 1115 — 1114 — 1113 — 1112 — 1111
1110 — 1109 — 1108 — 1107 — 1106 — 1105 — 1104 — 1103 — 1102 — 1101

### XI століття
1100 — 1099 — 1098 — 1097 — 1096 — 1095 — 1094 — 1093 — 1092 — 1091
1090 — 1089 — 1088 — 1087 — 1086 — 1085 — 1084 — 1083 — 1082 — 1081
1080 — 1079 — 1078 — 1077 — 1076 — 1075 — 1074 — 1073 — 1072 — 1071
1070 — 1069 — 1068 — 1067 — 1066 — 1065 — 1064 — 1063 — 1062 — 1061
1060 — 1059 — 1058 — 1057 — 1056 — 1055 — 1054 — 1053 — 1052 — 1051
1050 — 1049 — 1048 — 1047 — 1046 — 1045 — 1044 — 1043 — 1042 — 1041
1040 — 1039 — 1038 — 1037 — 1036 — 1035 — 1034 — 1033 — 1032 — 1031
1030 — 1029 — 1028 — 1027 — 1026 — 1025 — 1024 — 1023 — 1022 — 1021
1020 — 1019 — 1018 — 1017 — 1016 — 1015 — 1014 — 1013 — 1012 — 1011
1010 — 1009 — 1008 — 1007 — 1006 — 1005 — 1004 — 1003 — 1002 — 1001

### X століття
1000 — 999 — 998 — 997 — 996 — 995 — 994 — 993 — 992 — 991
990 — 989 — 988 — 987 — 986 — 985 — 984 — 983 — 982 — 981
980 — 979 — 978 — 977 — 976 — 975 — 974 — 973 — 972 — 971
970 — 969 — 968 — 967 — 986 — 965 — 964 — 963 — 962 — 961
960—959 — 958—957 — 956—955 — 954—953 — 952—951
950—949 — 948—947 — 946—945 — 944—943 — 942—941
940—939 — 938—937 — 936—935 — 934—933 — 932—931
930—929 — 928—927 — 926—925 — 924—923 — 922—921
920—919 — 918—917 — 916—915 — 914—913 — 912—911
910—909 — 908—907 — 906—905 — 904—903 — 902—901

### IX століття
900 — 899 — 898 — 897 — 896 — 895 — 894 — 893 — 892 — 891
890 — 889 — 888 — 887 — 886 — 885 — 884 — 883 — 882 — 881
880 — 879 — 878 — 877 — 876 — 875 — 874 — 873 — 872 — 871
870 — 869 — 868 — 867 — 866 — 865 — 864 — 863 — 862 — 861
860 — 859 — 858 — 857 — 856 — 855 — 854 — 853 — 852 — 851
850 — 849 — 848 — 847 — 846 — 845 — 844 — 843 — 842 — 841
840 — 839 — 838 — 837 — 836 — 835 — 834 — 833 — 832 — 831
830 — 829 — 828 — 827 — 826 — 825 — 824 — 823 — 822 — 821
820 — 819 — 818 — 817 — 816 — 815 — 814 — 813 — 812 — 811
810 — 809 — 808 — 807 — 806 — 805 — 804 — 803 — 802 — 801

### VIII століття
800 — 799 — 798 — 797 — 796 — 795 — 794 — 793 — 792 — 791
790 — 789 — 788 — 787 — 786 — 785 — 784 — 783 — 782 — 781
780 — 779 — 778 — 777 — 776 — 775 — 774 — 773 — 772 — 771
770 — 769 — 768 — 767 — 766 — 765 — 764 — 763 — 762 — 761
760 — 759 — 758 — 757 — 756 — 755 — 754 — 753 — 752 — 751
750 — 749 — 748 — 747 — 746 — 745 — 744 — 743 — 742 — 741
740 — 739 — 738 — 737 — 736 — 735 — 734 — 733 — 732 — 731
730 — 729 — 728 — 727 — 726 — 725 — 724 — 723 — 722 — 721
720 — 719 — 718 — 717 — 716 — 715 — 714 — 713 — 712 — 711
710 — 709 — 708 — 707 — 706 — 705 — 704 — 703 — 702 — 701

### VII століття
700 — 699 — 698—697 — 696—695 — 694—693 — 692—691
690 — 689 — 688—687 — 686—685 — 684—683 — 682—681
680 — 679 — 678—677 — 676—675 — 674—673 — 672—671
670 — 669 — 668—667 — 666—665 — 664—663 — 662—661
660 — 659 — 658—657 — 656—655 — 654—653 — 652—651
650 — 649 — 648—647 — 646—645 — 644—643 — 642—641
640 — 639 — 638—637 — 636—635 — 634—633 — 632—631
630—629 — 628—627 — 626—625 — 624—623 — 622—621
620—619 — 618—617 — 616—615 — 614—613 — 612—611
610—609 — 608—607 — 606—605 — 604—603 — 602—601

### VI століття
600 —599 — 598—597 — 596—595 — 594—593 — 592—591
590—589 — 588—587 — 586—585 — 584—583 — 582—581
580 —579 — 578—577 — 576—575 — 574—573 — 572—571
570 —569 — 568—567 — 566—565 — 564—563 — 562—561
560—559 — 558—557 — 556—555 — 554—553 — 552—551
550 —549 — 548—547 — 546—545 — 544—543 — 542—541
540—539 — 538—537 — 536—535 — 534—533 — 532—531
530 —529 — 528—527 — 526—525 — 524—523 — 522—521
520 —519 — 518—517 — 516—515 — 514—513 — 512—511
510—509 — 508—507 — 506—505 — 504—503 — 502—501

### V століття
500—499 — 498—497 — 496—495 — 494—493 — 492—491
490—489 — 488—487 — 486—485 — 484—483 — 482—481
480 —479 — 478—477 — 476—475 — 474—473 — 472—471
470—469 — 468—467 — 466—465 — 464—463 — 462—461
460 —459 — 458—457 — 456—455 — 454—453 — 452—451
450 —449 — 448—447 — 446—445 — 444—443 — 442—441
440 —439 — 438—437 — 436—435 — 434—433 — 432—431
430 —429 — 428—427 — 426—425 — 424—423 — 422—421
420 —419 — 418—417 — 416—415 — 414—413 — 412—411
410 —409 — 408—407 — 406—405 — 404—403 — 402—401

### IV століття
400 — 399 — 398 — 397 — 396 — 395 — 394 — 393 — 392 — 391
390 — 389 — 388 — 387 — 386 — 385 — 384 — 383 — 382 — 381
380 — 379 — 378 — 377 — 376 — 375 — 374 — 373 — 372 — 371
370—369 — 368—367 — 366—365 — 364—363 — 362—361
360—359 — 358—357 — 356—355 — 354—353 — 352—351
350—349 — 348—347 — 346—345 — 344—343 — 342—341
340—339 — 338—337 — 336—335 — 334—333 — 332—331
330—329 — 328—327 — 326—325 — 324—323 — 322—321
320—319 — 318—317 — 316—315 — 314—313 — 312—311
310—309 — 308—307 — 306—305 — 304—303 — 302—301

### III століття
300 — 299 — 298 — 297 — 296 — 295 — 294 — 293 — 292 — 291
290 — 289 — 288 — 287 — 286 — 285 — 284 — 283 — 282 — 281
280—279 — 278—277 — 276—275 — 274—273 — 272—271
270—269 — 268—267 — 266—265 — 264—263 — 262—261
260—259 — 258—257 — 256—255 — 254—253 — 252—251
250—249 — 248—247 — 246—245 — 244—243 — 242—241
240—239 — 238—237 — 236—235 — 234—233 — 232—231
230—229 — 228—227 — 226—225 — 224—223 — 222—221
220—219 — 218—217 — 216—215 — 214—213 — 212—211
210—209 — 208—207 — 206—205 — 204—203 — 202—201

### II століття
200 — 199 — 198 — 197 — 196 — 195 — 194 — 193 — 192 — 191
190 — 189 — 188 — 187 — 186 — 185 — 184 — 183 — 182 — 181
180—179 — 178—177 — 176—175 — 174—173 — 172—171
170—169 — 168—167 — 166—165 — 164—163 — 162—161
160—159 — 158—157 — 156—155 — 154—153 — 152—151
150—149 — 148—147 — 146—145 — 144—143 — 142—141
140—139 — 138—137 — 136—135 — 134—133 — 132—131
130—129 — 128—127 — 126—125 — 124—123 — 122—121
120—119 — 118—117 — 116—115 — 114—113 — 112—111
110—109 — 108—107 — 106—105 — 104—103 — 102—101

### I століття
100 — 99 — 98 — 97 — 96 — 95 — 94 — 93 — 92 — 91
90 — 89 — 88 — 87 — 86 — 85 — 84 — 83 — 82 — 81
80 — 79 — 78 — 77 — 76 — 75 — 74 — 73 — 72 — 71
70 — 69 — 68 — 67 — 66 — 65 — 64 — 63 — 62 — 61
60 — 59 — 58 — 57 — 56 — 55 — 54 — 53 — 52 — 51
50 — 49 — 48 — 47 — 46 — 45 — 44 — 43 — 42 — 41
40 — 39 — 38 — 37 — 36 — 35 — 34 — 33 — 32 — 31
30 — 29 — 28 — 27 — 26 — 25 — 24 — 23 — 22 — 21
20 — 19 — 18 — 17 — 16 — 15 — 14 — 13 — 12 — 11
10 — 9 — 8 — 7 — 6 — 5 — 4 — 3 — 2 — 1

## До нашої ери

### I століття до н. е ..
1 — 2 — 3 — 4 — 5 — 6 — 7 — 8 — 9 — 10
11 — 12 — 13 — 14 — 15 — 16 — 17 — 18 — 19 — 20
21 — 22 — 23 — 24 — 25 — 26 — 27 — 28 — 29 — 30
31 — 32 — 33 — 34 — 35 — 36 — 37 — 38 — 39 — 40
41 — 42 — 43 — 44 — 45 — 46 — 47 — 48 — 49 — 50
51 — 52 — 53 — 54 — 55 — 56 — 57 — 58 — 59 — 60
61 — 62 — 63 — 64 — 65 — 66 — 67 — 68 — 69 — 70
71 — 72 — 73 — 74 — 75 — 76 — 77 — 78 — 79 — 80
81 — 82 — 83 — 84 — 85 — 86 — 87 — 88 — 89 — 90
91 — 92 — 93 — 94 — 95 — 96 — 97 — 98 — 99 — 100

### II століття до н. е.
101—102 — 103—104 — 105—106 — 107—108 — 109—110
111—112 — 113—114 — 115—116 — 117—118 — 119—120
121—122 — 123—124 — 125—126 — 127—128 — 129—130
131—132 — 133—134 — 135—136 — 137—138 — 139—140
141—142 — 143—144 — 145—146 — 147—148 — 149—150
151—152 — 153—154 — 155—156 — 157—158 — 159—160
161—162 — 163—164 — 165—166 — 167—168 — 169—170
171—172 — 173—174 — 175—176 — 177—178 — 179—180
181—182 — 183—184 — 185—186 — 187—188 — 189—190
191—192 — 193—194 — 195—196 — 197—198 — 199—200

### III століття до н. е.
201—202 — 203—204 — 205—206 — 207—208 — 209—210
211—212 — 213—214 — 215—216 — 217—218 — 219—220
221—222 — 223—224 — 225—226 — 227—228 — 229—230
231—232 — 233—234 — 235—236 — 237—238 — 239—240
241—242 — 243—244 — 245—246 — 247—248 — 249—250
251—252 — 253—254 — 255—256 — 257—258 — 259—260
261—262 — 263—264 — 265—266 — 267—268 — 269—270
271—272 — 273—274 — 275—276 — 277—278 — 279—280
281—282 — 283—284 — 285—286 — 287—288 — 289—290
291—292 — 293—294 — 295—296 — 297—298 — 299—300

### IV століття до н. е.
301—302 — 303—304 — 305—306 — 307—308 — 309—310
311—312 — 313—314 — 315—316 — 317—318 — 319—320
321—322 — 323—324 — 325—326 — 327—328 — 329—330
331—332 — 333—334 — 335—336 — 337—338 — 339—340
341—342 — 343—344 — 345—346 — 347—348 — 349—350
351—352 — 353—354 — 355—356 — 357—358 — 359—360
361—362 — 363—364 — 365—366 — 367—368 — 369—370
371—372 — 373—374 — 375—376 — 377—378 — 379—380
381—382 — 383—384 — 385—386 — 387—388 — 389—390
391—392 — 393—394 — 395—396 — 397—398 — 399—400

### V століття до н. е.
401—402 — 403—404 — 405—406 — 407—408 — 409—410
411—412 — 413—414 — 415—416 — 417—418 — 419—420
421—422 — 423—424 — 425—426 — 427—428 — 429—430
431—432 — 433—434 — 435—436 — 437—438 — 439—440
441—442 — 443—444 — 445—446 — 447—448 — 449—450
451—452 — 453—454 — 455—456 — 457—458 — 459—460
461—462 — 463—464 — 465—466 — 467—468 — 469—470
471—472 — 473—474 — 475—476 — 477—478 — 479—480
481—482 — 483—484 — 485—486 — 487—488 — 489—490
491—492 — 493—494 — 495—496 — 497—498 — 499—500